# Castianeira daoxianensis
Castianeira daoxianensis là một loài nhện trong họ Corinnidae.
Loài này thuộc chi Castianeira. Castianeira daoxianensis được miêu tả năm 1996 bởi Chang-Min Yin et al..